# Bhagabhadra
Bhagabhadra (o Bhaga Bhadra; fl. II-I secolo a.C.) fu uno dei re della dinastia Shunga, che governò l'India settentrionale, centrale e orientale.
Sebbene la capitale dei Shunga fosse a Pataliputra, egli aveva una corte anche nella città di Vidisha.

## Storia
Gli anni del regno di Bhagabhadra sono stimati tra il 185 e il 73 a.C. Nei Purana il suo nome compare come Bhaga o Bhagavata e si dice che sia stato il nono sovrano della dinastia Shunga, regnando per 32 anni.

## La colonna di Eliodoro
Al di fuori dei Purana, il re Bhagabhadra è conosciuto grazie a un'iscrizione sulla colonna di Eliodoro (eretta tra il 104 e l'83 a.C.), che lo cita:
deva devasu va[sude]vasa garuda dhwasho aiam
del dio degli dei Vasudeva, il pilastro del Garuda è
karito ia heliodorena, bhagavatena
fatto da Eliodoro, devoto di Bhagavan,
diiasa putrena, takhasilakena
figlio di Dia [Dione], abitante di Takashila,
ionadatena agatena, majarashasa
che come messaggero dei Greci venne, da re
amtalikitasa upa[m]ta samkasam-rano
Antalikita davanti al re
kashi-put[r]asa [bh]agabhadrasa tratarasa
figlio di Kashi [Benares] Bhagabhadra salvatore
vasena [chatu]dasena rashena vadhamanasa
che era nel decimo [quarto] anno di regno prospero.
Il pilastro di Eliodoro potrebbe indicare un certo livello di riconciliazione tra la fede buddista (che era abbastanza sostenuta dagli indo-greci) e la fede indù degli Shunga (che all'epoca del re indù Pushyamitra Shunga - che regnò tra il 185 e il 151 a.C. - avevano perseguitato il buddismo, distrutto i templi buddisti e ucciso i monaci).